# Camille Paris
 (mars 2022).
La mise en forme du texte ne suit pas les recommandations de Wikipédia : il faut le « wikifier ».
Les points d'amélioration suivants sont les cas les plus fréquents. Le détail des points à revoir est peut-être précisé sur la page de discussion.
- Les titres sont pré-formatés par le logiciel. Ils ne sont ni en capitales, ni en gras.
- Le texte ne doit pas être écrit en capitales (les noms de famille non plus), ni en gras, ni en italique, ni en « petit »…
- Le gras n'est utilisé que pour surligner le titre de l'article dans l'introduction, une seule fois.
- L'italique est rarement utilisé : mots en langue étrangère, titres d'œuvres, noms de bateaux, etc.
- Les citations ne sont pas en italique mais en corps de texte normal. Elles sont entourées par des guillemets français : « et ».
- Les listes à puces sont à éviter, des paragraphes rédigés étant largement préférés. Les tableaux sont à réserver à la présentation de données structurées (résultats, etc.).
- Les appels de note de bas de page (petits chiffres en exposant, introduits par l'outil «  Source ») sont à placer entre la fin de phrase et le point final[comme ça].
- Les liens internes (vers d'autres articles de Wikipédia) sont à choisir avec parcimonie. Créez des liens vers des articles approfondissant le sujet. Les termes génériques sans rapport avec le sujet sont à éviter, ainsi que les répétitions de liens vers un même terme.
- Les liens externes sont à placer uniquement dans une section « Liens externes », à la fin de l'article. Ces liens sont à choisir avec parcimonie suivant les règles définies. Si un lien sert de source à l'article, son insertion dans le texte est à faire par les notes de bas de page.
- La présentation des références doit suivre les conventions bibliographiques. Il est recommandé d'utiliser les modèles {{Ouvrage}}, {{Chapitre}}, {{Article}}, {{Lien web}} et/ou {{Bibliographie}}. Le mode d'édition visuel peut mettre en forme automatiquement les références.
- Insérer une infobox (cadre d'informations à droite) n'est pas obligatoire pour parachever la mise en page.

Pour une aide détaillée, merci de consulter Aide:Wikification.
Si vous pensez que ces points ont été résolus, vous pouvez retirer ce bandeau et améliorer la mise en forme d'un autre article.
Ne doit pas être confondu avec Camille Adrien Paris.
Camille Paris, né le 10 septembre 1856 à Lunéville et mort le 25 janvier 1908 à Phú Phong, Bình Định (en) (Protectorat français d'Annam), est un archéologue et fonctionnaire de l'administration coloniale française.
Il participe à la campagne du Tonkin en 1884-1885, puis à la construction d'une ligne télégraphique en Annam de 1885 à 1889. De plus, il cultive le café. Mais avant tout, Camille Paris s'adonne activement et passionnément à la cartographie, à l'archéologie et à l'ethnologie.
Camille Paris a établi des cartes et des plans du Vietnam. Mais se sentant proche du peuple vietnamien, il  a beaucoup critiqué les missionnaires et les missions en particulier en Annam, les accusant notamment de rapt d'enfants dans les familles. 
Il est surtout connu pour avoir découvert le sanctuaire de Mỹ Sơn en 1889 qui deviendra la pierre angulaire de l'archéologie au Vietnam, en particulier pour les pionniers tels que Henri Parmentier ainsi que pour la découverte de l'art du Champa.

## Biographie
Camille Michel Paris est né le 10 septembre 1856 à Lunéville, son père était Charles Paris (1828-1861) et sa mère est Catherine Reine Roy (1829-1891). Puis, le 12 février 1877, il commence son service militaire en Martinique puis au Vietnam. Il se marie une première fois en 1891 avec Louise Emilie Mongis (1851-1897), puis en 1897, se remarie avec Marie Catherine Lautrens Gers des Rivières (1872-1942) avec qui, il a six enfants tous nés en Annam et principalement à Quinhon ou Tourane.

### Expéditions et découverte de My Son

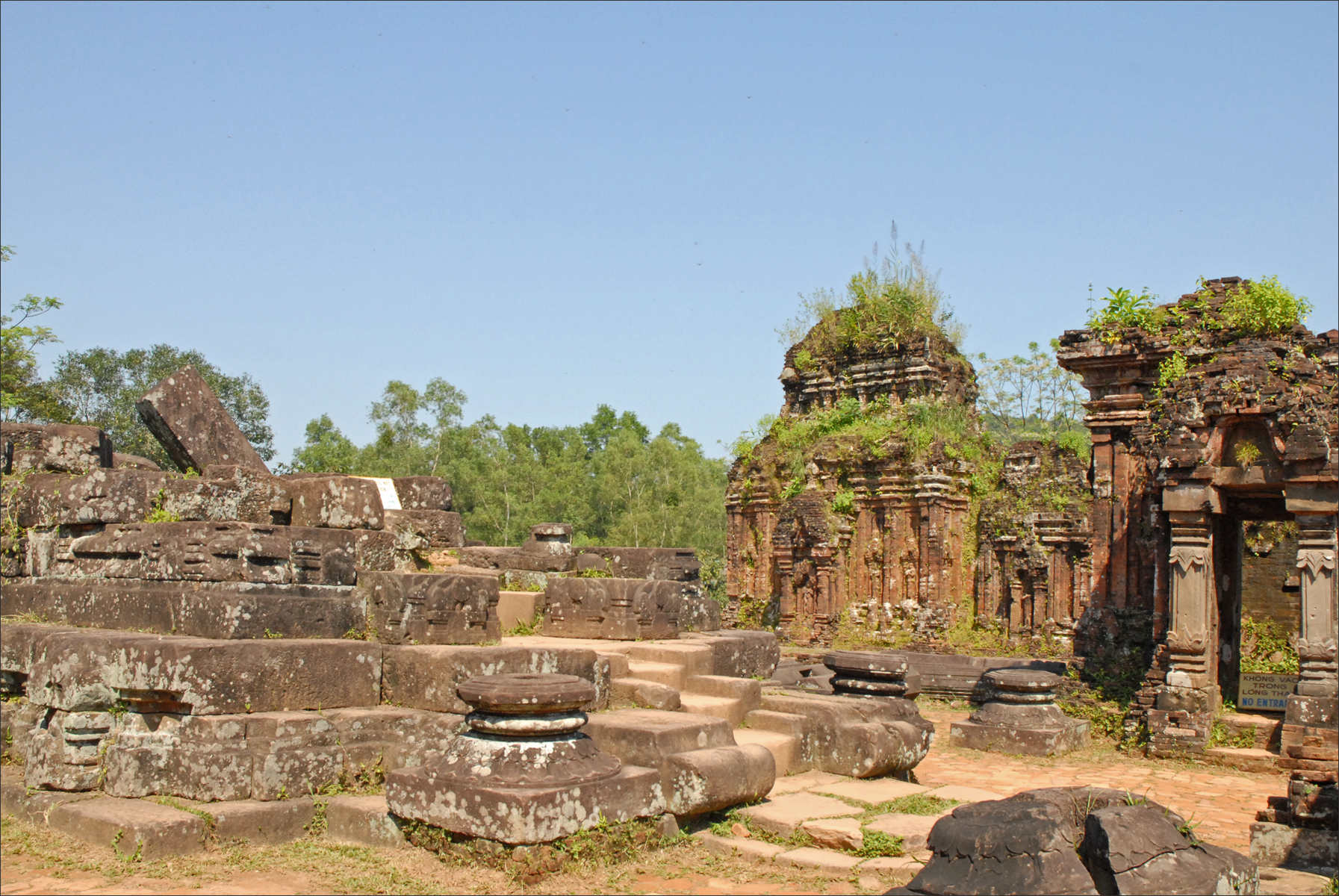
Les Temples cham de My Son

L'activité de Camille Paris au Vietnam pour établir une cartographie l'amena à effectuer de nombreuses expéditions, et c'est à l'occasion d'une de celles-ci qu'en 1889, il fit une des plus belles découvertes. Lors de cette expédition en territoire cham, il découvrit le Cirque de My-Son, le Sanctuaire de My Son, une magnifique ville de temples de l'Art du Champā composée de tours-sanctuaire. Les Français attribuaient les noms des sites en fonction des noms déjà existants, ainsi le nom de My Son ''Belle Montagne'' fut donné en fonction d'un nom de village à proximité portant ce nom. Le sanctuaire est situé dans un cirque élevé d'un diamètre de 2 kilomètres de diamètre, entouré d’une chaîne de montagnes formant le bassin-versant du fleuve sacré Thu Bồn. 
Le site de My Son fut édifié en l'espace de dix siècles (du IVe au XIIIe siècle), les premières tours toutes faisant face au Nord ont été construites au IVe siècle par le roi Bhadravarman I (380-413). Environ 70 bâtiments furent construits entre le VIIe siècle et le XIIIe siècle en l'honneur du Dieu majeur chez les Champa Bhadresvara. My Son est un centre architectural de l'Art Champa dont on détecte l'influence de l'Inde avec des stèles portant des inscriptions historiquement importantes, écrites en sanskrit langue de l'Inde ancienne à la fois littéraire et sacrée  mais également en cham.  Le Sanctuaire de My Son était étroitement associé aux villes cham voisines d'Indrapura (Đồng Dương) et de Simhapura (Trà Kiệu).
Cette découverte d'un site de grande valeur pour le patrimoine de l'humanité a été fondamentale pour les chercheurs qui y travaillèrent par la suite tels que Henri Parmentier (1871-1949) qui a déblayé, effectué à la fois des fouilles et des travaux de conservation, Louis Finot (1864-1935) et Etienne Lunet de Lajonquière (1861-1933) qui ont inventorié les temples-sanctuaires, Jean Boisselier (1912-1996)  et Philippe Stern (1895-1979) qui ont encodé les monuments pour mieux appréhender et déterminer leur style et l'envergure du style cham. L'encodage d'Henri Parmentier distingue deux styles liés à deux périodes différentes pour les temples de Mỹ Sơn dans l'art du Champa , Mỹ Sơn E1 (VIIIe siècle) et Mỹ Sơn A1 (Xe et XIe siècles).
Le Sanctuaire de Mỹ Sơn est situé sur la commune de Duy Phu sur le district de Duy Xuyen dans la province de Quảng Nam, à environ 35 km à l'ouest de Hội An et à 69 km au sud-ouest de Đà Nẵng (autrefois Tourane du temps de l'ancienne Indochine). Le site de Mỹ Sơn est inscrit au patrimoine mondial de l'UNESCO depuis 1999.

### Activités de Camille Paris
Camille Paris était membre de la loge maçonnique de la Fraternité tonkinoise.

### Ses publications
Camille Paris a publié beaucoup de cartes et récits d'exploration du Viêt-Nam. Il a notamment écrit des livres sur des itinéraires comme Voyage d'exploration de Hué (Annam) en Cochinchine par la Route mandarine,. C'est l'histoire de cette route tracée sous le règne de l'empereur Gia Long au début du XIXe siècle. Cette route reliait le Viêt Nam du Sud à partir de Cà Mau, dans le delta du Mékong à la région de Lang Son, au Nord, à la frontière chinoise (poste de Đồng Đăng).

La Route mandarine a été nommée ainsi, car elle permettait autrefois aux mandarins du Vietnam, notamment ceux affectés aux différentes régions de parcourir le pays pour aller de leur Province à la Capitale impériale Hué. En effet, jusqu'au XXe siècle, le Vietnam était réparti en deux classes; le peuple et les mandarins. Ces derniers secondaient l'empereur soit dans les régions pour ceux qui avaient passé le  Thi Huong, soit à la capitale Thi Hôi, soit au palais royal Thi Dình ou Thi Diên.  
Dans la région un Cu-nhân débutait normalement comme Huân dao (professeur adjoint dans une sous-préfecture), puis gravissait les échelons jusqu'à la fonction de Tông dôc '(préfet)'.
Le Vietnam long d'environ 1 700 kilomètres, et cette route Mandarine constituaient pour le pays, l'épine dorsale reliant les grandes villes du pays du Nord au Sud en partant de Hanoï dans la région du Tonkin jusqu'à Saigon dans celle de la Cochinchine la plus méridionale en passant par l'Annam dans le centre Vietnam avec la Capitale Hué; (ancienne Capitale impériale sous la Dynastie Nguyen), Da Nang, ainsi que Nha Trang. En tant que cartographe, et ethnologue Camille Paris était fasciné par cette route mythique.

### Critiques des missions et des missionnaires
Camille Paris était très sensible à la condition des métis franco-annamites, ce qui l'a poussé à écrire avec un autre archéologue Alfred Barsanti (1873-1910) sur ce thème : Condition juridique des métis dans les colonies et possessions françaises des métis franco-annamites de l'Indo-Chine.
Cela l'a poussé à publier des livres où il décrit, dénonce et critique le rôle des missions au Vietnam et des divers abus notamment envers des enfants métis. Il se heurte violemment au père Jean-Baptiste Guerlach(1858-1912), qui qualifiait dans ses écrits les populations locales de « sauvages » et leur pays de « malsain ».
Le 25 janvier 1908, Camille Paris perd la vie dans la jungle de la cordillère annamitique dans des conditions mal élucidées, à Phú Phong, Bình Định à 42 km de Quy Nhon. Puis, il est inhumé à Quinhon en Annam.

## Essais et publication de Camille Paris
- Les ruines tjames de la province de Quang-nam (Tourane), L’Anthropologie, 3 (1892), 137-144.
- Cirque de My-s'on Plan des ruines Tjames. Ch. Emonts delt Description matérielle : 1 flle : ms. calque ; 41 x 66 cm, Publié dans le Bulletin de géographie historique et descriptive, 1902, Édition : [S.l.] : [s.n.] , [1902)
- Colon et l'administration en Basse-Cochinchine ou Recherche des mesures à adopter pour le développement de la colonisation dans la Basse-Cochinchine Description matérielle : 1 vol. (91 p.), Édition : Paris- Challamel, 1896
- De la Condition juridique des métis dans les colonies et possessions françaises des métis franco-annamites de l'Indo-Chine Description matérielle : 6 p., Description : Note : Le texte est daté : 1904, Édition : [S.l.] : [s.n.], [1904]
- De Tourane au cirque de My-Son 1/120.000. -Cirque de My-Son; plan des ruines Tjames 1/4.000, Description matérielle : 2 flles : mss ; de formats divers, Description : Note : Ces originaux ont été publiés réduits dans le Bulletin de géographie historique et descriptive de 1902, no 1, p. 71, avec les 2 photographies réduites, Échelle : 1:120000, Édition : [S.l.]  [s.n.] , 1902
- Missionnaires d'Asie : œuvre néfaste des congrégations, le protectorat des chrétiens 1905 l'imprimerie le Papier
- Réponse à "L'Œuvre néfaste" du R. P. Guerlach (1906)